# Carit Etlar
Carit Etlar, vlastním jménem Johan Carl Christian Brosbøll (7. srpna 1816, Fredericia – 9. května 1900, Kodaň), byl dánský romantický spisovatel především dobrodružných příběhů.

## Život
Johan Carl Christian Brosbøll se narodil v rodině obchodníka a strávil mnoho času na obchodních cestách po Jutském poloostrově. Získal tím smysl pro přírodu a svobodný život a oblíbil si také příběhy o dánských cikánech a dalších společenských vyvržencích. V šestnácti letech odešel z domova do Kodaně, protože nechtěl být kupcem jako jeho otec. Jako nadaný kreslíř získal sponzory, kteří mu umožnili studovat na Královské akademii výtvarných umění. Čím dál tím více však převládala v jeho zájmech literatura. Po řadě časopisecky vydaných básních a povídkách vydal roku 1839 pod pseudonymem Carit Etlar román Smuglerens Søn (Pašeráků syn), který měl velký úspěch. Opustil proto své výtvarné studie a začal se zcela věnovat literatuře. Svá studia dokončil roku 1844 na Kodaňské univerzitě.
Roku 1848 sloužil v dánské armádě a zúčastnil se první šlesvické války. Od roku 1853 pracoval v Královské dánské knihovně. Ze zdravotních důvodů musel své zaměstnání roku 1885 opustit. Věnoval se pak cestování, navštívil mino jiné Korsiku a strávil také více než rok na moři, aby poznal život námořníků.
Jeho díla se vyznačují na úkor historické přesnosti barvitým dobrodružným dějem a jsou v nich zdůrazňovány lidové a vlastenecké tendence. Jeho postavy jsou většinou tvořeny na základě stejného archetypu jako je například d'Artagnan. Za svůj život vydal na devadesát titulů (povídkové knihy, romány i divadelní hry) a byl literárně činný až do konce života. Dnes je připomínám především jako autor románu Gjøngehøvdingen (1853, Náčelník Gøngů, česky jako Poslání náčelníka Svena) a jeho pokračování Dronningens Vagtmester (1855, Královnin strážný).

## Výběrová bibliografie
- De do studenter og amors skjærmydsler (1838), novela.
- Organisten i Jellige (1838, Varhaník z Jeliige), román.
- Smuglerens Søn (1839, Pašerákův syn), román.
- Madsalune (1841), román.
- Tonne gaar i krigen (1849), komedie.
- Strandrøveren (1853), román (pohádka).
- Gjøngehøvdingen (1853, Náčelník Gøngů), česky jako Poslání náčelníka Svena, historický román z dánských dějin 17. století, kdy do Dánska vtrhla švédská vojska. Proti tyranií uchvatitelů bojují dánští zbojníci, tzv. Gøngové, pod vedením svého náčelníka Svena Paulsena. Ten se svým přítelem Ibem prožívá četná napínavá dobrodružství.
- Dronningens Vagtmester (1855, Královnin strážný), pokračování románu Gjøngehøvdingen.
- Vaabenmesteren (1855), román.
- Herremænd (1855), román.
- Før stormen (1861, Před bouří), hra se zpěvy.
- I Dynekilen (1862), drama.
- Herverts Krønike (1863), román.
- Krigsbilleder (1865, Válečné obrázky), povídky.
- Broget Selskab(1868), povídky.
- Tranens Varsel (1869), román.
- Gjennem Ungarn og Siebenbürgen (1870, Přes Maďarsko a Sedmihradsko), cestopis.
- Tordenskjold i Marstrand (1870), lidová fraška.
- Viben Peter (1874).
- Tordenskjold i Dynekilen (1872), drama.
- Fangen paa Kalø (1877), román.
- Salomon Baadsmand (1881), román.
- Vendetta: en fortælling fra Korsika (1888, Vendeta), příběh z Korsiky.
- Minder, fortalt af ham selv (1896), autobiografie.
- Mine kæreste (1897), povídky.
- Fredsfyrsten (1898, Kníže míru), román.

## Filmové adaptace

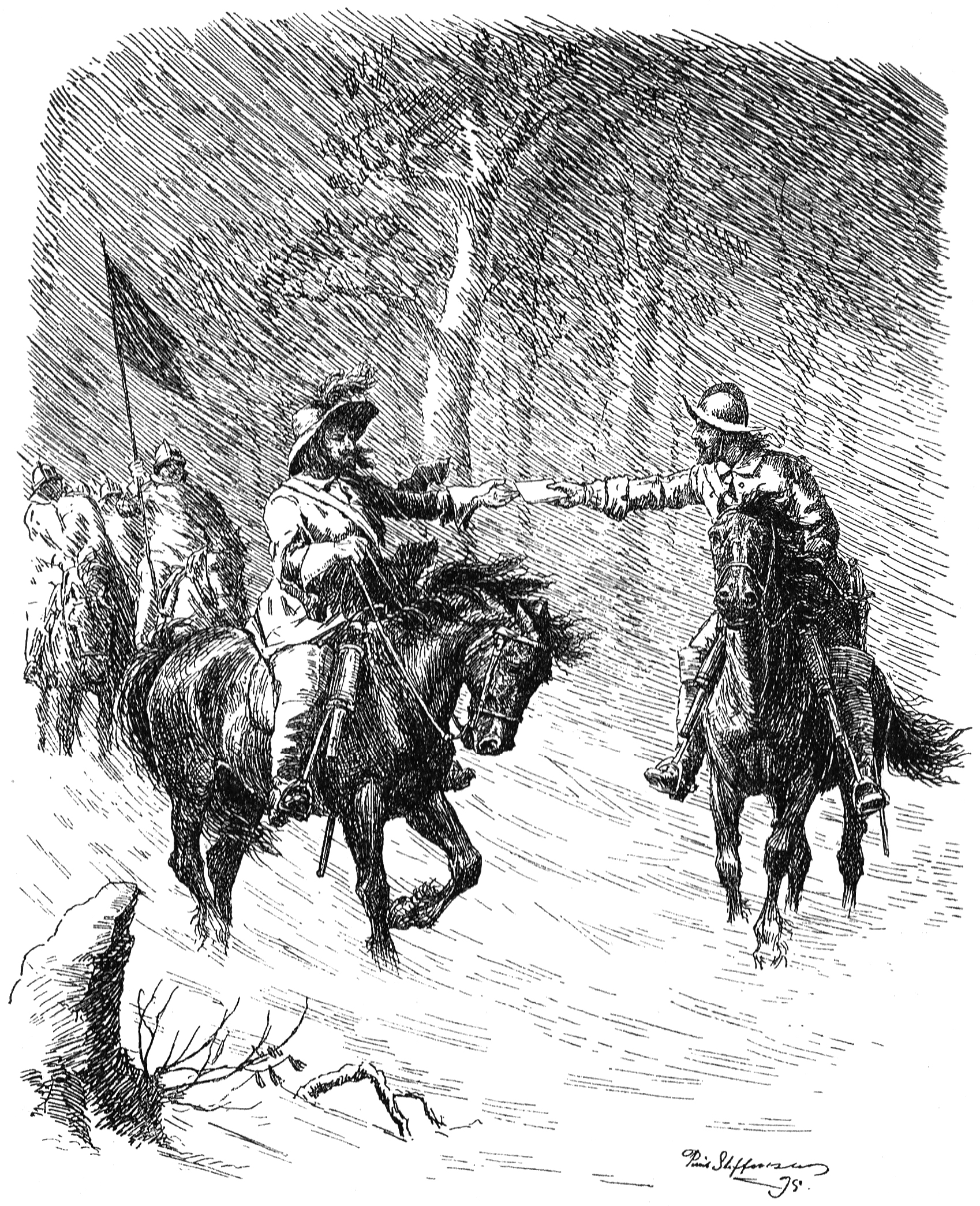
Ilustrace k románu Gjøngehøvdingen z roku 1903.

- Gøngehøvdingen (1909), dánský němý film, režie Carl Alstrup.
- Peder Tordenskjold (1910), dánský němý film dle stejnojmenné povídky, režie Ernst Munkeboe.
- Madsalune (1923), dánský němý film, režie Emanuel Gregers.
- Gøngehøvdingen (1961), dánský film, režie Annelise Hovmand.
- Dronningens vagtmester (1963), dánský film, režie Johan Jacobsen.
- Gøngehøvdingen (1992), dánský televizní seriál, režie Peter Eszterhas.

## Česká vydání
- Vendetta, Vilém Burkart, Brno 1908.
- Poslání náčelníka Svena, Albatros, Praha 1974, přeložil František Fröhlich.